# Bambuhöns
Bambuhöns (Bambusicola) är ett släkte med fåglar i familjen fasanfåglar inom ordningen hönsfåglar. Släktet omfattar tre arter som förekommer från nordöstra Indien till Taiwan:
- Vitbrynad bambuhöna (B. fytchii)
- Kinesisk bambuhöna (B. thoracicus)
- Taiwanbambuhöna (B. sonorivox)

Taiwanbambuhöna behandlades tidigare som underart till thoracicus och vissa gör det fortfarande.